# 魚津システム
株式会社魚津システム（うおづシステム）は、富山県高岡市二塚に本社を置いていたシステム開発企業である。2014年11月に倒産。

## 拠点
本社（システム開発部）
- 富山県高岡市二塚322-5 高岡テクノドーム208

東京営業所（営業本部）
- 東京都台東区東上野3-28-4-406

大阪事務所
- 大阪府大阪市東淀川区東中島4-11-3 朝日プラザ新大阪103

## 主要製品
- オペビルダー - ホームページ上で商品を3D風に見せることができるソフトウェア。
- KeySYNC - データベースとAdobe InDesignの連携ができるAdobe InDesignプラグイン。
- Cart 2 Catalog - ショッピングカートから商品カタログのPDFデータが簡単に作成できるサービス。
- 簡単検版 - データの相違箇所を抽出できるサーバ運用型のデジタル検版システム。
- Speed Sheet - エクセルマクロの処理速度の超高速化を追求した開発者向け汎用ライブラリ。
- 修正指示システム - 修正・校正の指示を端末への手書きで、指示側とオペレーター側双方で共有できるツール。
- 印刷物WEB受注システム - 名刺、はがき、パンフレットなどの印刷物を、WEB上で顧客自身がデザイン選択・レイアウトをしながら発注できるシステム。
- 食品印刷WEB受注システム - 印刷物WEB受注システムを、フードプリンタと連動し、食品への印刷にも対応したシステム。
- WEBDTPソリューション - ユーザーに入力と編集（校正）までを作業してもらうシステム。オペレーターの手間と自社内の人為的ミス、顧客との情報連携の手間・コストを大幅に削減する。
- WEBレイアウトモジュール - オンライン上で名刺・封筒・はがき等、印刷物のレイアウト編集を実現するモジュール。オンライン上でコメントの入力や、写真の挿入、各オブジェクトの配置等を顧客自身で作業することが可能。
- 法人向け名刺注文・組版システム - 名刺の注文を法人の顧客ごとに管理でき、各法人の名刺や封筒のテンプレート管理、ユーザー管理、受注管理ができるシステム。
- オンライン割付自動組版システム - これまでカメラマンやライター、編集者がそれぞれデータを作成、保存・作業していたコマ原稿のデータを、オンライン上でひとつにつなげ、組版作業も全てオートメーション化するシステム。
- シンプル画像データベースシステム - 大量の画像を登録、検索、管理できる画像専用データベースシステム。
- 制作会社向け業務管理システム - 見積書、納品書、請求書の管理ができるシステム。受注情報などをクラウドで管理しながら、顧客ごとに見積書、納品書、請求書を発行できる。
- 見える売上ソリューション - DBの販促（売上）情報を紙面にビジュアル反映し、商品カタログ上に各商品の売り上げ状況や販促情報を重ねて表示するシステム。
- シンプル進捗管理 - 制作物単位でのプロジェクト管理を可能にするシステム。複数人数が係わり、かつ複数のコンテンツを制作する上で、煩雑になりがちな進捗をひと目で確認できる。素材の準備完了や校正者の状況など、視覚的にも分かりやすい形で表示して共有が可能となる。